# Stéphane Dondon
Stéphane Dondon est un joueur professionnel français de basket-ball. Né le 9 janvier 1977 à Melun. Il mesure 2,02 m.

## Biographie
En septembre 2013, il s'engage avec la JS Marzy qui évolue en Pré-Nationale.

## Universitaire
- 1997 - 1999 :  Cougars de Collin County Community College (Plano, Texas ; Junior College)
- 1999 - 2001 :  Cavaliers de la Virginie (NCAA 1)

## Club
- 2001 - 2002 :  Kouvot Kouvola (première division)
- 2001 - 2002 :  JA Vichy (Pro B)
- 2002 - 2004 :  JA Vichy (Pro A)
- 2004 - 2006 :  Élan sportif chalonnais (Pro A)
- 2006 - 2008 :  Cholet Basket (Pro A)
- 2008 - 2009 :  JL Bourg-en-Bresse (Pro B)
- 2010 - 2011 :  Hermine de Nantes (Pro B)
- 2011 - 2012 :  JA Vichy (Pro B)
- 2013 - 2015 :  JS Marzy (Pré-Nationale)

## Palmarès
- Champion de France de Pro B avec Vichy en 2002
- Finaliste de la Coupe de France en 2008